# توب 20 (برنامج)
توب 20 هو أول برنامج لسباق الأغاني المصورة في العالم العربي

## نبذة عن البرنامج
- بدأ بثه من العاصمة الإيطالية روما على قناة artالموسيقى التابعة لشبكة راديو وتلفزيون العرب عام 1996
- بدأت بتقديمه اللبنانية ريتا خوري لفترة وجيزة وتخلت عنه لأنه لم يكن يرضي طموحها حلت بعدها زميلتها اللبنانية نادين فلاح وقدمته لمدة سبع سنوات وكان شعاره we are not alone but we are the best [1][2]
- فكرة البرنامج تتلخص بفوز الفنان الحاصل على المرتبة الأولى بتصويت المشاهدين وينال تروفي البرنامج بالإضافة إلى دعوة المطرب الفائز بالمركز الأول وحضوره إلى استديو «توب 20» ليتحدث عن ألبومه الجديد ومشاريعه المقبلة، إضافة لقراءة رسائل المشاهدين
- في العام 2001 إنتقل البرنامج ليبث من العاصمة اللبنانية بيروت حتى مايو 2003 لينتقل بعدها لشاشة روتانا موسيقى بعد شراء الأمير الوليد بن طلال لقناة الموسيقى (إيه آر تي) وفك تشفيرها
- تولى المخرج باسل مبارك إخراجه في إيطاليا والمخرجة اللبنانية ميرنا خياط إخراج البرنامج في لبنان[3]
- في نهاية عام 2004 تخلت نادين فلاح عنه بسبب قرار الإدارة تغيير شكله ومضمونه لتحل مكانها ناتالي معماري بعدها «ماريز كيوان»، «جويس أسمر»،أمل بوشوشة وآخرهن «ماريا شويتي» التي كانت آخر مذيعة تقدمه عام 2012.[4]

## الجوائز التي حاز عليها
ارتبط برتامج توب 20 باسم المذيعة نادين فلاح التي أعدّت البرنامج وقدمته بصورة عالية من الاحتراف المهني حتى نالت جائزة أفضل مذيعة لعام 2001 و2002 وجائزة أفضل برنامج فني منوّع ضمن المهرجان الثاني لكلية الإعلام- الجامعة اللبنانية.